# Celebrity Cruises
Celebrity Cruises je kompanija za krstarenje sa sjedištem u Miamiju, Florida, te je podružnica u stopostotnom vlasništvu Royal Caribbean Cruises Ltd. Celebrity Cruises osnovala je 1988. grčka kompanija Chandris Group, a 1997. godine spojila se je s Royal Caribbean Cruise Line. Logotip kompanije je "Χ" prikazan na dimnjaku brodova, a u grčkom pismo chi stoji za, za Chandris.

## Vanjske poveznice
- Službene stranice